# Wheelsurf
O Wheelsurf é um novo tipo de transporte que é uma estrutura interna e outra externa ligadas por 3 rodas pequenas. A parte de fora tem um pneu de borracha. O interior há motor, embreagem e tanque de combustível (gasolina). Ele acelelera até 50 km/h. Foi fabricado na Holanda e só se vende (por enquanto) nos EUA.
O nome correto deste tipo de moto é https://web.archive.org/web/20130528023813/http://all-that-is-interesting.com/monowheel-motorcycle